# Agatasa calydonia
Genre
Espèce
Agatasa calydonia  est une espèce de lépidoptères (papillons) de la famille des Nymphalidae et de la sous-famille des Charaxinae. Originaire d'Asie du Sud-Est, elle est l'unique représentante du genre monotypique Agatasa.

## Description
L'imago d’Agatasa calydonia est un papillon de grande taille à l'aspect spectaculaire. 
Le dessus des ailes antérieures est jaune très largement bordé de noir, et celui des ailes postérieures est blanc bordé de noir. 
Le revers des ailes est principalement roux orangé taché de brun avec des zones blanches et jaunes.

## Biologie
Le cycle biologique de cette espèce est encore inconnu.

## Distribution et biotopes
Agatasa calydonia est originaire d'Asie du Sud-Est, où elle est présente dans le Sud de la Birmanie, en Thaïlande, au Laos, en Malaisie, à Bornéo, à Sumatra, à Bangka et aux Philippines,.
Elle réside en zone ouverte de la forêt primaire à basse altitude.

## Systématique
L'espèce actuellement appelée Agatasa calydonia a été décrite par le naturaliste britannique William Chapman Hewitson en 1854, sous le nom initial de Nymphalis calydonia.
Elle est l'espèce type et l'unique espèce du genre Agatasa, décrit en 1899 par l'entomologiste britannique Frederic Moore.

### Sous-espèces
Plusieurs sous-espèces ont été décrites :
- Agatasa calydonia calydonia (Hewitson, 1855) — en Malaisie péninsulaire.
- Agatasa calydonia belisama Crowley, 1891 — dans le Sud de la Birmanie.
- Agatasa calydonia mahasthama Fruhstorfer — à Bornéo.
- Agatasa calydonia auricinia Fruhstorfer — à Sumatra et Bangka.
- Agatasa calydonia chrysodonia (Staudinger, 1890) — aux Philippines.
- Agatasa calydonia heterodonia Semper — aux Philippines.

## Noms vernaculaires
Agatasa calydonia se nomme Glorious Begum en anglais.